# Ханой (футбольный клуб, 1956—2012)
«Ханой» — бывший вьетнамский футбольный клуб из одноимённого города.

## История
Клуб был основан в 1956 году, как футбольная команда милиции Ханоя и до 2002 года носил название «Конган Ханой» (вьет. Công an Hà Nội). В 2003 году спонсором клуба стал Азиатский коммерческий банк (ACB). В 2008 году команда выиграла кубок страны, но вылетела из Ви-лиги. В 2009 году «Ханой АКБ» дебютировал в континентальных кубках под эгидой АФК, при этом выступая в Первом дивизионе, это был первый подобный случай в истории вьетнамского футбола. После того как в 2011 году «Ханой АКБ» вновь выбыл из высшего дивизиона, для сохранения прописки владелец клуба Нгуен Дык Киен купил клуб Ви-лиги «Хоафат», и объединил их под названием «Ханой». В 2012 году после ареста Нгуена «Ханой» начал испытывать финансовые проблемы, и в конце года отказался от участия в следующем сезоне.

## Названия
- 1956—2002 — Công an Hà Nội
- 2002—2003 — Hàng không Việt Nam
- 2003—2006 — LG Hà Nội ACB
- 2006—2011 — Hà Nội ACB
- 2011—2012 — Hà Nội FC

## Достижения
- Чемпионат Вьетнама:

Чемпион: 1984
Серебряный призёр: 1980
Бронзовый призёр (3): 1981/82, 1989, 1999/00
- Кубок Вьетнама:

Победитель: 2008
Финалист (2): 1995, 2001

## Выступления в чемпионатах Вьетнама
| Сезон    | 00/01 | 01/02 | 2003 | 2004 | 2005 | 2006 | 2007 | 2008 | 2009 | 2010 | 2011 | 2012 |
| -------- | ----- | ----- | ---- | ---- | ---- | ---- | ---- | ---- | ---- | ---- | ---- | ---- |
| Дивизион | 1     | 1     | 1    | 1    | 1    | 1    | 1    | 1    | 2    | 2    | 1    | 1    |
| Место    | 7     | 8     | 8    | 5    | 11   | 8    | 11   | 13   | 8    | 1    | 14   | 9    |

## Выступления в соревнованиях АФК
- Кубок АФК: 1

2009: групповой этап